# Aero India
Aero India es una exhibición de vuelo que se lleva a cabo bienalmente (en años impares) en India, en la Estación de la Fuerza Aérea Yelahanka.

## Historia

### Comienzos
El primer show aéreo y de exhibición de equipo militar, fue llevado a cabo en 1996. Fue organizado por el Ministerio de Defensa de India, en colaboración con diversos organismos de tecnología del país, como la Organización de Investigación y Desarrollo de Defensa, y las Fuerzas aéreas indias. 
La Feria del Aire y el Espacio "Aero India", fue concebida para ser uno de los eventos aéreos de mayor importancia en el mundo, incluyendo tanto exhibiciones estáticas de aviones comerciales sobre la pista a modo de museo, como exhibiciones de vuelos de varias naves de combate, de India y Rusia. Numerosos patrocinadores de tecnología del país han apoyado, desde el momento de su inicio, este evento empresarial, que ahora tiene la presentación de varios países para promocionar sus nuevos equipos militares, como Rusia, China y Francia.

### Consolidación
En 2003, otras 176 compañías de 22 países participaron, congregando a más de 50 delegaciones de varios países de América, Europa y África como invitadas. A estas alturas ya se podía hablar de que esta nueva Feria Aérea, era una de las más importantes de Asia, pero en el año 2005, aumentó más todavía la participación internacional, las nuevas compañías participantes fueron 380, un total de 80 naves de diferentes países volaron ese año, con un público asistente de 250.000 personas.
La última presentación de la feria aérea "Aero India" fue en 2009, la 7 º Exposición Internacional Aeroespacial y de Defensa, fue organizada por el Ministerio de Defensa y gestionado, por la Confederación de la Industria India, del 11 al 15 de febrero de 2009 en la Estación de la Fuerza Aérea de Yelahanka, en la ciudad de Bangalore. 
Inaugurado por el ministro de Defensa de India, el Sr. Antonio AK, el Gobierno de la India y Yeddy Urappa, Ministro y Jefe de Karnataka, el Sr. Singh Inderjeet Rao, Ministro de Estado para la Producción de Defensa, Pallam Raju, Ministro de Estado y Mariscal Jefe del Aire, el Sr. Fali Homi Major, PVSM, AVSM, SC VM también estuvieron presentes en la Sesión Inaugural. El espectáculo presenciado, ha tenido un crecimiento sin precedentes en comparación con el último show en 2007. Con 592 expositores nacionales y 303 expositores de 25 países visitantes, mostraron su potencial en las nuevas tecnologías militares, productos, innovaciones y aeronaves, en un plazo de tres días hábiles en exclusiva a las delegaciones de la industria, del gobierno y el extranjero. Entre los participantes en los pabellones nacionales, industrias, empresas privadas y empresas del sector público. Expositores de la India y el extranjero, tenía 54 locales para reuniones de alto perfil con varios dignatarios. 
Los fabricantes de aeronaves, de diversos países, incluyendo a la India, presentaron 46 aeronaves nuevas, que participaron en la exposición estática sobre la plataforma e hicieron demostraciones de vuelo; además de todos los aviones y helicópteros que conforman la Fuerza Aérea India en la actualidad. La presentación en que los aviones vuelan, se llevaron a cabo dos veces al día y atrajo, a una gran cantidad de público, cerca de un cuarto de millón de personas, que también fue testigo de espectaculares maniobras de vuelo y temerarios actos, de los distintos aviones de acrobacias aéreas y aviones caza. Los aviones incluidos en la presentación son: Cessna, Eurofighter Typhoon, Lockheed Martin F-16, McDonnell Douglas F-18, Hawker, Beechcraft, Legacy 600, Boeing Super Hornet, Mikoyan MiG-29, Mikoyan MiG-35, Dassault Rafale, Dassault Mirage, Sukhoi Su-30, etc, además del nuevo Halcón, Tejas y el helicóptero Dhruv de la India. Las delegaciones oficiales que consiste de Ministros de Defensa, Estado Mayor del Aire y Ministros de Estado, de más de 50 países fueron recibidos por Aero India 2009, con una participación por primera vez de China.

### Aero India 2011
La 8.ª Exposición Internacional de Aeronáutica, Defensa y Aviación Civil Aero India 2011, que es uno de los más grandes entre los eventos de este tipo en Asia, se encuentra actualmente alojado en la Estación de la Fuerza Aérea Yelahanka, en los suburbios de la ciudad de Bangaluru, del 9 al 13 de febrero de 2011 con la demostración de más de 80 elementos de las armas y equipo militar, aviones de combate, helicópteros, aviones jet para transporte de ejecutivos vip y aviones de transporte comercial de pasajeros. 

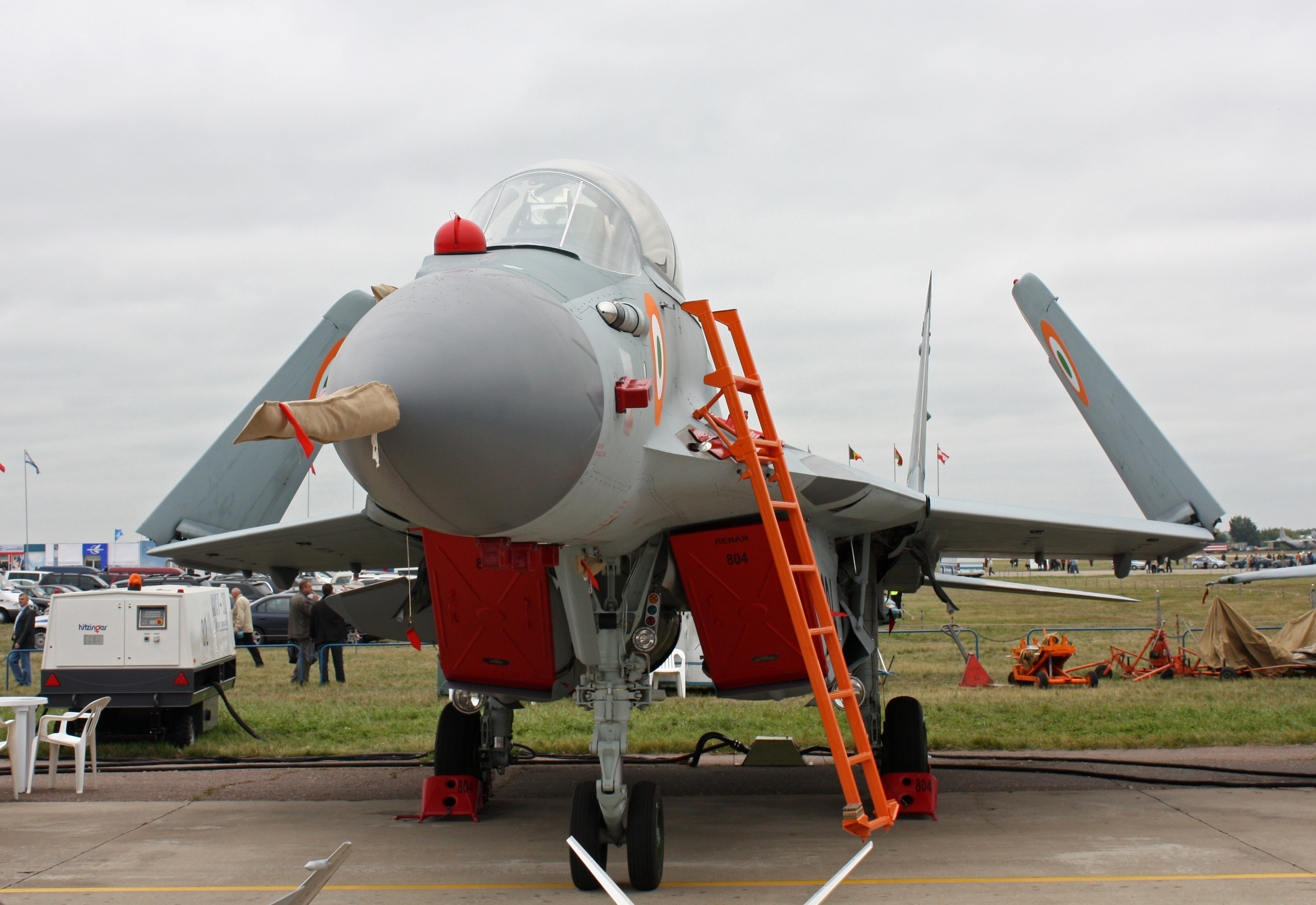
MiG-29K de la Armada India en el MAKS Airshow.

FGFA sistemas aeroespaciales de Rusia, siempre ha participado en esta feria aérea y es una pieza central en la cooperación de defensa entre Rusia y la India. Fue en 1964 cuando la primera serie de los caza MiG-21 fue entregado a la India y entre estos países, comenzó entonces su cooperación militar de la era moderna. La colaboración mutuamente ventajosa se ha mantenido durante décadas con el avión de ataque MiG-27 y ahora, es elevado a un nivel de asociación estratégica, con la construcción conjunta del caza pesado d elargo alcance Su-30MKI. La última visita a la India del presidente ruso, Dmitri Medvédev, pone de manifiesto el alto estatus de las relaciones entre India y Rusia. Una serie de importantes acuerdos fueron firmados, incluyendo un contrato de estudio de factibilidad para el programa de desarrollo de aviones de combate de "quinta generación" (FGFA) entre India y Rusia. Ese fue el comienzo de la ejecución del programa conjunto, acuerdos similares también se llevan a cabo por EE. UU. y China. Gracias a la cooperación con Rusia, la India puede ser justamente clasificada ahora por su número, como uno de los primeros fabricantes de armas a nivel mundial. 
Del mismo modo, como proyecto de futuro y en forma conjunta, hay un programa de desarrollo para el avión multifuncional de transporte (MTA), que está previsto que entre en servicio con las fuerzas aéreas de ambos países en el futuro. El avión está diseñado para la operación activa de los servicios militares y comerciales, de las empresas de transporte de India y Rusia. Una cosa es vender artículos acabados o entregar el permiso, para ensamblar por licencia y es muy diferente, implementar nuevos programas de tecnología en forma conjunta, como la generación de aviones de combate de "quinta generación", aviones de transporte MTA, el diseño, desarrollo y construcción, de nuevas armas como los misiles BrahMos y una serie de programas importantes, que definirán las futuras capacidades de defensa de India y Rusia, dijo Viktor Komardin, subdirector general de Rosoboronexport y la cabeza de la delegación de Rusia en la India. 
Rusia fue el primer país que inició la transferencia de tecnología a la India, hasta la fecha en el sector aeroespacial, para operar desde la base en tierra y las tecnologías de equipo marítimo. Uno de los ejemplos más reveladores, es la producción bajo licencia del caza pesado de largo alcance Su-30 MKI, fabricado por Hindustan Aeronautics Limited. Esta modificación de los afamados aviones de combate Su-27, fue desarrollado por fabricantes rusos, específicamente para satisfacer exigentes requisitos de la Fuerza Aérea de la India. El nuevo y mejorado Su-30MKI ha demostrado ser un sistema altamente eficaz y fiable. Es digno de destacar, que en 2009, el presidente de India, Pratibha Patil, hizo un vuelo sentado en el asiento del copiloto en este moderno avión de combate. 
India también produce bajo la licencia de Rusia, los nuevos motores RD-33 serie 3, para equipar al caza de peso medio MiG-29. La gran experiencia operativa acumulada por India, para este tipo de avión y la infraestructura existente en la Fuerza Aérea de la India, da curso para la compra del nuevo caza ruso MiG-35 Polivalente de diseño Multipropósito, y su versión naval, el nuevo caza embarcado en portaaviones MiG-29K en el que participan en la oferta MMRCA. Los especialistas que desean encontrar los detalles sobre el caza MiG-35 deben visitar el stand de Rosoboronexport en la feria Aero India 2011. Allí también encontrará materiales de promoción de la capacidad de combate del nuevo entrenador de combate Yak-130, el nuevo caza Su-35 multipropósito y súper maniobrable, totalmente nuevo y con tecnología de diseño de los caza de generación 4.5 y de "quinta generación", dos versiones del motor de turbina IL-76MD (uno alimentado con la D-30KP, el otro con el PS-90 del motor), el avión de transporte convertido en avión cisterna IL-78MK, el nuevo caza naval de peso medio MiG-29K monoplaza y el MiG-29KUB biplaza, muy superiores en su capacidad de combate y velocidad, que el caza subsónico embarcado en portaaviones Harrier, y otras ofertas, de armas y aviones de combate a bordo de buques, disponibles para India y todos los países que quieran comprarlos. 
Se espera que los visitantes se muestran muy interesados en el nuevo avión anfibio Be-200 polivalente que puede ser equipado, a petición del cliente, con un nuevo sistema de vigilancia de arquitectura abierta, con tecnología moderna y sistemas de detección, que le permite realizar reconocimiento marítimo, búsqueda y rescate, así como de carga / transporte de tropas y misiones de evacuación médica. Se ofrece a los visistantes extranjeros, una amplia gama de sistemas de helicópteros. Entre las exportaciones más populares artículos de uno encuentra es una familia de los helicópteros militares Mi-17, siendo entregado en estos días también a la Fuerza Aérea de la India. Probada y efectiva en la operación, estos nuevos helicópteros de transporte, los más convenientes y económicos en su tipo, seguirán conquistando nuevos mercados. 
Se prestará la debida atención al nuevo helicóptero de combate Mi-28NE, un participante en la licitación a India, para el suministro de 22 helicópteros de ataque, se promueve en el mercado internacional. El nuevo helicóptero Mi-28NE emplea una amplia gama de armas, cuenta con características únicas de supervivencia y puede funcionar en cualquier momento, para operaciones de combate del día y la noche, en la mayoría de condiciones climáticas adversas. Entre otros tipos se ve el helicóptero ligero Ka-226T multifunción, que participa en la licitación invitado por el ejército de India. Las ventajas Ka-226T tiene que ver con su techo de vuelo, el diseño de Rotor coaxial contrarrotatorio, montado uno sobre otro y las opciones disponibles, para la misión de instalación de varios módulos que permiten al helicóptero poder realizar una amplia gama de tareas. 
Los especialistas, estarán interesados en el nuevo helicóptero Mi-26T2, uno de los participantes en la licitación a India, para el suministro de helicópteros de carga pesada. Este modelo único en su tipo, no tiene rivales en cuanto a su capacidad de carga (hasta 20 toneladas). Se ha demostrado excelentes características de rendimiento durante las operaciones de rescate, en la mayoría de las misiones de transporte de carga permanente y para trabajo en construcciones. Los visitantes a la exhibición aérea, también serán capaces de aprender más sobre el nuevo helicóptero de combate de transporte Mi-35M, los nuevos helicópteros de reconocimiento Ka-31, Ansat y los nuevos helicópteros multiuso Ka-32A11VS. 
En el stand de Aero India 2011, los visitantes pueden tener una amplia gama de armamento de aviación, ayudas técnicas modernas de información y los vehículos aéreos no tripulados, en particular, tales como el sistema de seguimiento Dozor aire, equipos de defensa aérea de fabricación conjunta entre India y Rusia, aviones no tripulados de vigilancia naval, aviones de carga y de pasajeros, 2 aviones caza Eurofighter Typhoon de la Fuerza Aérea italiana llegaron a Bangalore para mostrar sus capacidades operativas por primera ocasión. El espectáculo aéreo se llevará a cabo en la Estación de la Fuerza Aérea Yelahanka en Bangalore entre el 9 y 13 de febrero. Esta es la primera vez que la Fuerza Aérea Italiana con sus Tifones visitar la India; con razón, Aero India es considerado como uno de los mejores festivales aéreos del mundo, hace parte integral de exposiciones conjuntas de India y Rusia en la muestra de aire, activos de defensa aérea comercializado y fabricado, por India y Rusia, se puede utilizar para construir un sistema de defensa aérea integrada capaz de interceptar y derrotar, a los objetivos enemigos a distancias y altitudes diferentes. Los especialistas no dejará de recoger información sobre el S-300VM Antey-2500, Tor-M2E y Buk-M2E aire sistemas de defensa antimisiles, así como una versión mejorada del rifle de aire de buena reputación defensa de Tunguska-M1 / sistema de misiles. Además, la información sobre los MANPADS Igla-S y los módulos de equipos de control y puesta en marcha Strelets, desarrollados para disparar estos misiles. India invita a sus socios actuales y futuros, Rusia y China, para establecer a largo plazo, las relaciones de beneficio mutuo, que garantice soluciones exitosas a problemas de defensa y seguridad.

## Galería

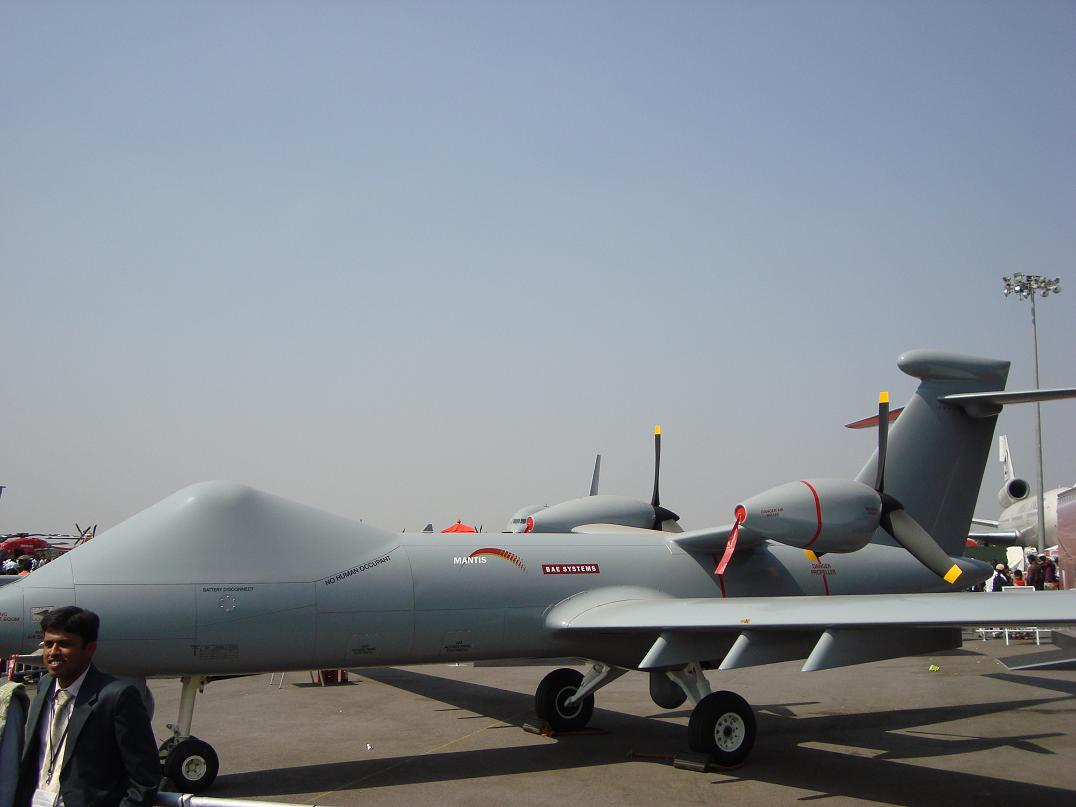
Un vehículo aéreo no tripulado de BAE expuesto.
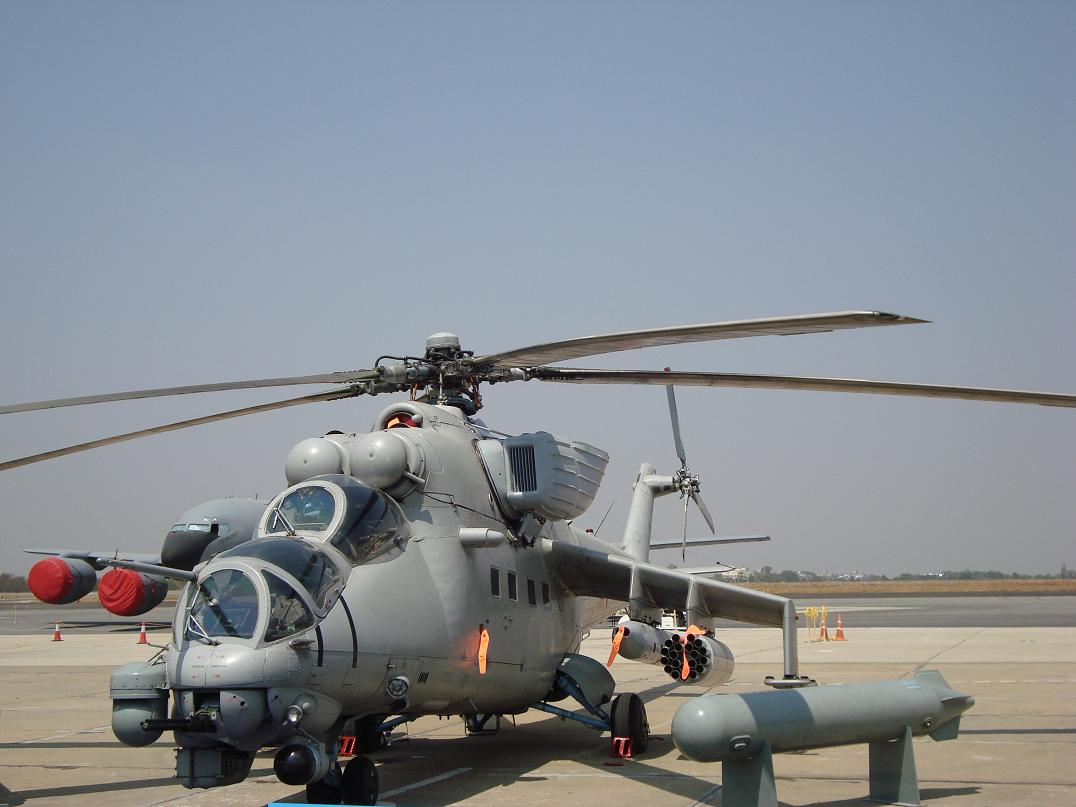
Mil Mi-35 de la Fuerza Aérea India, Aero India 09.
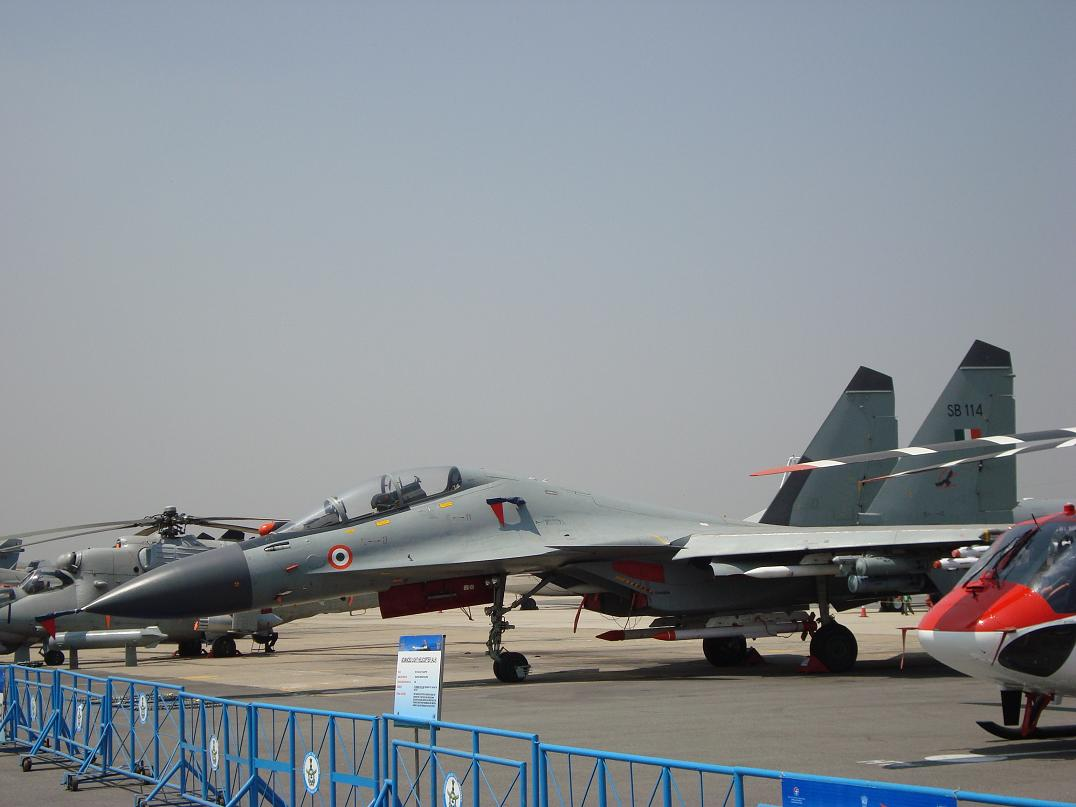
Sujói Su-30, Aero India 09.
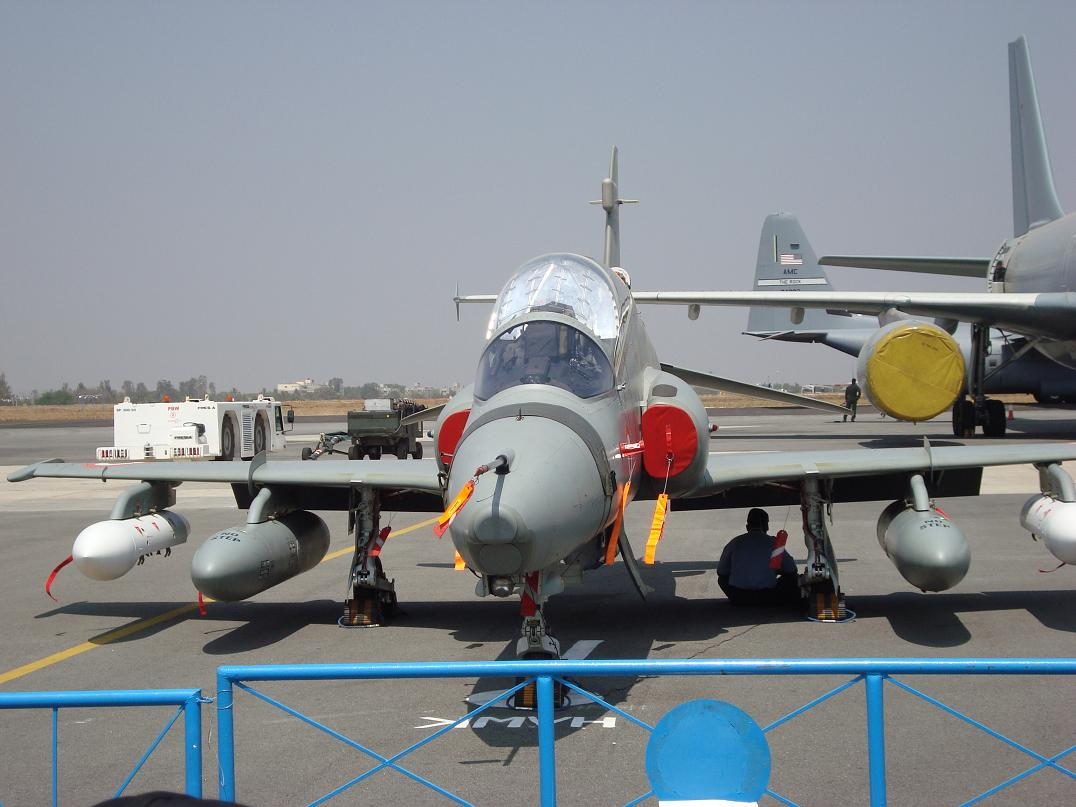
Aviones de combate, Aero India 09.
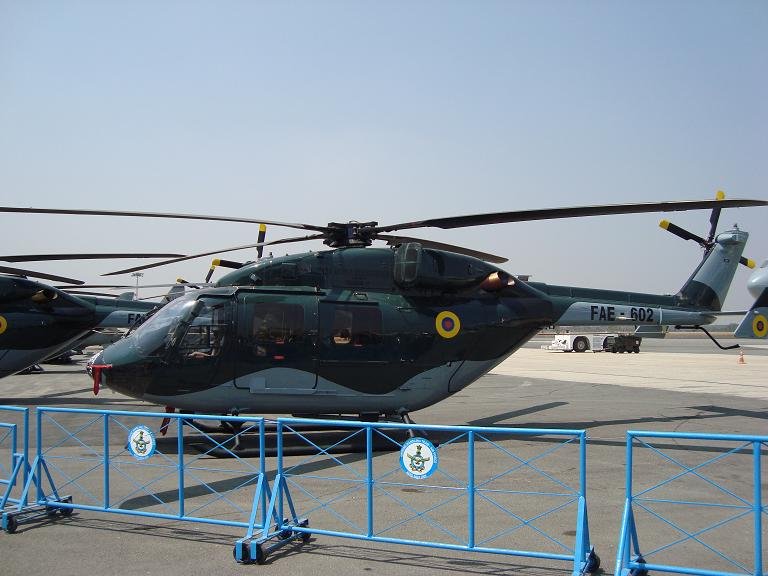
Helicóptero HAL Dhruv fabricado para Ecuador, Aero India 09.
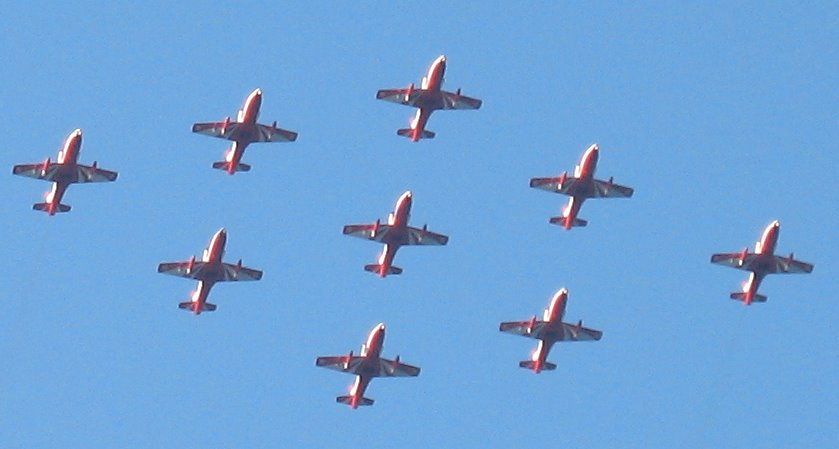
Equipo acrobático Surya Kiran de la Fuerza Aérea India.
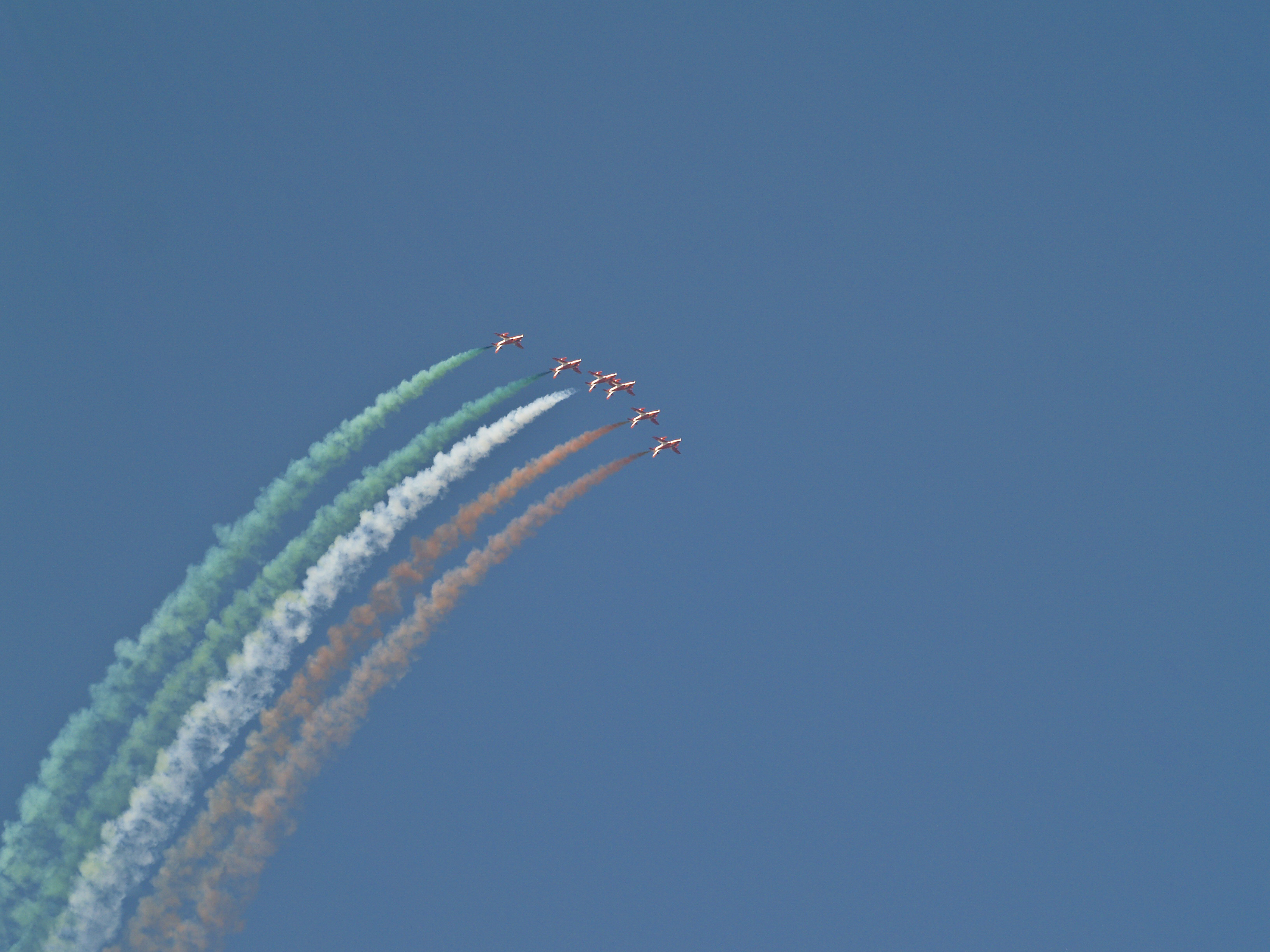
El Surya Kiran, Aero India 09.